# یوشینو اوتوری
یوشینو اوتوری (انگلیسی: Yoshino Ohtori؛ زادهٔ ۱۹ مارس ۱۹۴۷) صداپیشه، و بازیگر اهل ژاپن است.